# Agriotes sputator
Espèce
Agriotes sputator (le taupin des salades, taupin cracheur) est une espèce d'insectes coléoptères de la famille des Elateridae.
C'est un insecte ravageur, nuisible par ses larves (vers fil de fer) qui attaquent de nombreuses cultures légumières.

## Description
L'adulte, au corps allongé, fait 6 à 9 mm de long sur 1,8 à 2,8 mm de large. Le pronotum, de forme sensiblement carrée, de couleur gris brunâtre vers l'extrémité antérieure, est entièrement couvert de fines ponctuations. 
L'abdomen est brun-noir. 
Les antennes sont aussi longues que la longueur totale de la tête et du pronotum. 
Les élytres sont brun rougeâtre, teintés de jaune, tandis que les antennes et les pattes sont d'un brun rougeâtre plus clair. 
Le pronotum et les élytres sont couverts de poils denses, courts, grisâtres.
La larve, plus connue sous le nom de « ver fil de fer », vit dans le sol. Le corps, de couleur jaune, est mince, raide et coriace. 
Elle peut atteindre une longueur d'environ 20 mm. La mandibule porte une petite dent en son centre.